# ファイティングラン
『ファイティングラン』（Fighting Run）は、1991年11月29日に日本物産（ニチブツ）から発売されたPCエンジン用の縦スクロールアクションゲーム。

## 概要
ロボットを操縦し、色々な仕掛けがされたコースを走行しながら、相手のロボットが戦闘不能になるまで戦い続けるアクションゲーム。1プレイヤーモード、VSモード、エディットモード、トーナメントモードの4種類のモードを遊ぶことが出来る。サウンドは『伊賀忍伝・凱王』や『聖戦士伝承・雀卓の騎士』の効果音を作曲を担当した船場洋志が担当している。